# Борле, Жонатан
Жонатан Борле (фр. Jonathan Borlée; род. 22 февраля 1988 года, Волюве-Сен-Ламбер) — бельгийский бегун на короткие дистанции, который специализируется на дистанции 400 метров. Чемпион Европы 2012 года и бронзовый призёр чемпионата Европы 2010 года в эстафете 4×400 метров. Рекордсмен Бельгии на дистанции 400 метров и в эстафете 4×400 м.
У Жонатана есть брат-близнец Кевин, старшая сестра Оливия и младший брат Дилан, которые также являются спринтерами мирового уровня. Их тренирует отец, Жак Борле. В конце 2008 года Кевин и Жонатан поступили в Университет штата Флорида и успешно представляли его на легкоатлетическом чемпионате американской студенческой ассоциации.
У Жонатана и его девушки Матильде Понселе двое детей — дочь Амбре (род. 14 августа 2017) и сын Уильям (род. 16 ноября 2020).